# Bothrocophias myersi
Bothrocophias myersi là một loài rắn trong họ Rắn lục. Loài này được Gutberlet & Campbell mô tả khoa học đầu tiên năm 2001.